# Sněžnická hornatina
Jest to niezbyt wybitny masyw leżący w dorzeczu Łaby. Zbudowany jest z górnokredowych (cenoman-środkowy turon) piaskowców z pojedynczymi wystąpieniami trzeciorzędowych skał wulkanicznych. Pod względem krajobrazowym jest to obszar gór stołowych, rozczłonkowanych tektonicznie lub ze względów litologicznych. Cały masyw ma asymetryczną budowę. Największe deniwelacje występują w południowej części. Znajdują się tu kuesty, góry stołowe, głęboko wcięte doliny o charakterze kanionu, skalne miasta, ściany skalne, izolowane baszty skalne. Znajduje się tu antecedentny przełom Łaby.
Sněžnická hornatina obejmuje zachodnią część Obszar Chronionego Krajobrazu Łabskie Piaskowce (czes. Chráněná krajinná oblast Labské pískovce).